# Stadtgemeinde Krško
Die Stadtgemeinde Krško (slowenisch: Mestna občina Krško) ist eine der zwölf Stadtgemeinden in Slowenien. Sie trägt den Namen ihres Hauptortes, der Stadt Krško, ist Hauptort der Landschaft Posavje (Unteres Save-Tal) und der statistischen Region Posavska zugeordnet.

## Lage
Die Stadtgemeinde liegt im Südosten Sloweniens an der Grenze zu Kroatien, in der historischen Region Unterkrain (Dolenjska). 
Bekannt ist die Gemeinde unter anderem wegen des Kernkraftwerks Krško.

## Ortschaften und Siedlungen der Stadtgemeinde
Folgende Ortschaften und Siedlungen gehören zur Stadtgemeinde:
- Anovec, (dt. Annowetz)
- Anže,  (dt. Anschel)
- Apnenik pri Velikem Trnu,  (dt. Kalchberg in der Krain)
- Ardro pod Velikim Trnom,  (dt. Harder unterm Kalchberg)
- Ardro pri Raki,  (dt. Harder bei Gurkfeld)
- Armeško,  (dt. Armesberg in der Steiermark)
- Brege,  (dt. Wrege in der Krain)
- Brestanica,  (dt. Reichenburg in der Steiermark)
- Brezje pri Dovškem,  (dt. Wresie bei Kranichberg)
- Brezje pri Raki,  (dt. Birkau)
- Brezje pri Senušah,  (dt. Pirk bei Mühls)
- Brezje v Podbočju,  (dt. Rabensbach)
- Brezovica v Podbočju,  (dt. Schenckenbüchel)
- Brezovska Gora,  (dt. Birkenberg in der Krain, auch Kirchenberg)
- Brlog,  (dt. Werlog)
- Brod v Podbočju,  (dt. Überfuhr in der Steiermark)
- Bučerca,  (dt. Wutscherzach)
- Celine,  (dt. Zelline in der Krain)
- Cesta,  (dt. Zesta bei Gurkfeld, auch Straßen)
- Cirje,  (dt. Zirje)
- Črešnjice nad Pijavškim,  (dt. Kerschdorf, auch Kerschdorf ob Piauschko)
- Čretež pri Krškem,  (dt. Tschretesch)
- Dalce,  (dt. Dolze)
- Dedni Vrh,  (dt. Dietmannsberg, auch Dedenberg in der Krain)
- Dobrava ob Krki,  (dt. Maierhof an der Gurk, auch Dobrau, Dabrau)
- Dobrava pod Rako,  (dt. Hart, auch Dobrawa unter Archsburg)
- Dobrova,  (dt. Hart)
- Dol,  (dt. Thal, auch Doll bei Gurk, Toll)
- Dolenja Lepa vas,  (dt. Unterschöndorf)
- Dolenja vas pri Krškem,  (dt. Niederdorf)
- Dolenja vas pri Raki,  (dt. Dolleindorf)
- Dolenji Leskovec,  (dt. Unterhaselbach in der Steiermark, auch Haselbach bei Reichenburg)
- Dolga Raka,  (dt. Langenarch, auch Langenarchsburg)
- Dovško,  (dt. Kranichberg in der Steiermark)
- Drenovec pri Leskovcu, (dt. Drenowitz bei Haselbach, auch Trenobetz)
- Drnovo,  (dt. Dornau in der Krain, auch Großdorn)
- Dunaj, (dt. Dunei, auch Natunei)
- Frluga,  (dt.  Verlug)
- Gmajna, (dt. Gmein in der Krain,  auch Gmaina)
- Golek,  (dt. Gollegg bei Gurkfeld)
- Goli Vrh,  (dt. Goliwerch)
- Gora, (dt. Sankt Lorenzenberg in der Krain)
- Gorenja Lepa vas, (dt. Oberschöndorf)
- Gorenja vas pri Leskovcu,  (dt. Oberdorf bei Haselbach)
- Gorenje Dole,  (dt. Oberdullach, auch Oberdulle, Ober Dollech)
- Gorenji Leskovec,  (dt. Oberhaselbach)
- Gorica pri Raztezu,  (dt. Goritz)
- Gorica,  (dt. Filach)
- Gornje Pijavško,  (dt. Oberpiauschko)
- Gradec,  (dt. Gradetz)
- Gradišče pri Raki,  (dt. Burgstall, auch Gradische bei Archsburg)
- Gradnje,  (dt. Gradine)
- Gržeča vas,  (dt. Gerschetschendorf)
- Gunte,  (dt. Gundersdorf, auch Gunde)
- Hrastek,  (dt. Hrastegg)
- Ivandol,  (dt. Johannisthal, auch Eibenstal, Iwaindoll)
- Jelenik,  (dt. Jellenik )
- Jelše,  (dt. Gellschach bei Gurkfeld, auch Jeusche bei Gurkfeld)
- Jelševec,  (dt. Erlach, auch Elschewitz, Jelschevetz)
- Kalce,   (dt. Steinberg bei Gurkfeld )
- Kalce-Naklo,  (dt. Kalze-Nakio)
- Kališovec,  (dt. Kalischowetz)
- Kerinov Grm
- Kobile,  (dt. Kobille)
- Kočno,  (dt. Kotschno in der Krain)
- Koprivnica,  (dt. Kopriunik in der Unterkrain)
- Koritnica,  (dt. Koritnitz)
- Kostanjek,  (dt. Freiburg in Steiermark, auch Kostaineg)
- Kremen,  (dt.  Kremen)
- Krško,  (dt.  Gurkfeld)
- Kržišče,  (dt. Kersische in der Krain; auch Kreuzdorf)
- Leskovec pri Krškem,  (dt. Haselbach)
- Libelj,  (dt. Liebelberg)
- Libna,  (dt. Loibenberg)
- Loke,  (dt. Loke)
- Lokve,  (dt. Loque, auch Lokwe)
- Lomno,  (dt. Lomno in der Krain)
- Mali Kamen,  (dt. Kleinsteinbach bei Gurkfeld)
- Mali Koren,  (dt. Kleinwurzen)
- Mali Podlog,  (dt. Kleinpodloch, auch Kleinpudloch)
- Mali Trn,  (dt. Kleindorn)
- Malo Mraševo,  (dt. Klein Maleschenfurt, auch Kleinmraschau)
- Mikote,  (dt. Mikotte)
- Mladje,  (dt. Dietmannstal)
- Mrčna sela,  (dt. Mertschnasella)
- Mrtvice,  (dt. Mertwitz)
- Nemška Gora,  (dt. Deutschberg in der Krain)
- Nemška vas,  (dt. Deutschdorf bei Gurkfeld, auch Parsdorf)
- Nova Gora,  (dt. Neuberg bei Großdorn)
- Osredek pri Trški Gori,  (dt. Oßredegg bei Stadtberg)
- Pesje,  (dt. Hundsdorf in der Steiermark)
- Pijana Gora,  (dt. Pianagora, auch Pianaberg)
- Planina pri Raki,  (dt. Fiesberg)
- Planina v Podbočju,  (dt. Alpen in Heiligenkreuz)
- Pleterje,  (dt. Pletriach in der Steiermark)
- Podbočje,  (dt. Heiligenkreuz)
- Podlipa,  (dt. Unterlind, auch Podlippa)
- Podulce,  (dt. Podulz)
- Površje,  (dt. Powersche, Powersschach)
- Premagovce,  (dt. Premogowitz, auch Primogowatz, Premogawatz, Primoganitz)
- Presladol,  (dt. Preßladou)
- Pristava ob Krki,  (dt. Mayrhof, auch Mayerhof an der Gurk, Pristawa an der Gurk)
- Pristava pod Rako,  (dt. Mayrhofen, auch Pristawa unter Archsburg)
- Pristava pri Leskovcu,  (dt. Marhofen, Pristawa bei Haselbach)
- Prušnja vas,  (dt. Pruschendorf)
- Raka,  (dt.  Archsburg, auch Arch)
- Ravne pri Zdolah,  (dt. Raunach)
- Ravni,  (dt. Raun, auch Rauna in der Krain)
- Ravno,  (dt.  Raun, auch Rauno)
- Raztez,  (dt. Rastes)*Reštanj,  (dt. Reichenstein in der Steiermark)
- Rožno,  (dt. Rosenbichel, auch Rosno)
- Sela pri Raki,  (dt. Dörflein, auch Sella bei Archsburg)
- Selce pri Leskovcu,  (dt. Selzach in der Krain, auch Seltschach in der Krain)
- Selo,  (dt. Sellen bei Gurkfeld, Sello bei Gurkfeld)
- Senovo,  (dt. Senowo)
- Senožete,  (dt. Schnoschet)
- Senuše,  (dt. Mühls, auch Senusche)
- Slivje,  (dt. Sliviach, auch Sliewen)
- Smečice,  (dt. Schmetschitz)
- Smednik,  (dt. Braunsberg in der Krain, auch Smednigg)
- Spodnja Libna,  (dt. Unterloibenberg)
- Spodnje Dule,  (dt. Unterdulle, auch Unterdullach)
- Spodnje Pijavško,  (dt. Unterpiauschko)
- Spodnji Stari Grad,  (dt. Unteraltenhausen)
- Srednje Arto,  (dt. Mitterhart in der Krain)
- Srednje Pijavško,  (dt. Mitterpiauschko)
- Sremič,  (dt. Schremitsch)
- Stari Grad v Podbočju,  (dt. Ödenschloß )
- Stari Grad,  (dt. Altenhausen in der Steiermark)
- Stolovnik,  (dt. Stollounegg, auch Stollonigg)
- Stranje,  (dt. Straine in der Steiermark, auch Streine bei Gurkfeld)
- Straža pri Krškem,  (dt. Hohenau, auch Strasche bei Gurkfeld)
- Straža pri Raki,  (dt. Breitenhau, auch Warth, Strascha in der Unterkrain, Strasche bei Archsburg)
- Strmo Rebro,  (dt. Stermoreber, auch Stermareber)
- Šedem,  (dt. Schedun)
- Šutna,  (dt. Schutten)
- Trška Gora,  (dt. Stadtberg bei Gurkfeld)
- Velika vas pri Krškem,  (dt. Großdorf in der Unterkrain)
- Veliki Dol,  (dt. Gross Dolina, auch Großtal)
- Veliki Kamen (Krško),  (dt. Großsteinbach bei Gurkfeld, auch Erlachstein)
- Veliki Podlog,  (dt. Gross Podloch, auch Großpudloch)
- Veliki Trn,  (dt. Großdorn)
- Veliko Mraševo,  (dt. Groß Maleschenfurt, auch Großmraschau)
- Veniše,  (dt. Wenische)
- Videm,  (dt. Widem bei Gurkfeld, Widen in der Krain)
- Vihre,  (dt. Worg, auch Wiher, Wichre)
- Volovnik,  (dt. Vollounig)
- Vrbina,  (dt. Werbina)
- Vrh pri Površju,  (dt. Berg, auch Werch bei Powersche)
- Vrhulje,  (dt. Werchulle, auch Werchulliach)
- Zabukovje pri Raki,  (dt. Langenbuch, auch Sabukuje)
- Zaloke,  (dt. Sallach, auch Saloke bei Arch)
- Zdole,  (dt. Sdolle bei Gurkfeld, auch Sdole bei Gurkfeld)
- Žabjek v Podbočju,  (dt. Schabjegg in Heiligenkreuz)
- Žadovinek,  (dt. Meyerhofgrund, auch Schadowinegg)
- Ženje, (dt. Scheine)

## Nachbargemeinden
| Sevnica              | Šentjur                                     | Kozje   |
| Škocjan              | Kompassrose, die auf Nachbargemeinden zeigt | Brežice |
| Kostanjevica na Krki | Kroatien                                    | Brežice |

## Partnergemeinden
Krško ist seit 1982 mit der baden-württembergischen Gemeinde Obrigheim verpartnert.

## Geschichte
Auf dem Gebiet der Stadtgemeinde Krško in Slowenien wurden bisher (Stand 1/2024) in sieben Ortschaften insgesamt sieben Massengräber aus der Zeit um den Zweiten Weltkrieg gefunden.